# 铝空气电池
铝空气电池（Aluminium–air battery）是从空气中的氧气与铝的反应产生电能。它们的能量密度有所有电池中最高的能量密度之一，但它们没有被广泛使用，因为有很高的阳极成本和当使用传统电解质时清除副产物的问题，这也限制了它们的用途主要是军事应用。但是，电动汽车用的铝电池具有比锂离子电池多达八倍里程范围的潜力，和显著较低的总重量。
铝空气电池是原电池，即非可再充电电池。一旦铝阳极由它在浸在水基电解质的阴极与大气中的氧气反应而被消耗以形成水合氧化铝，电池将不再产生电力。然而，有可能用从回收的水合氧化铝制作新的铝阳极的机械方式对电池充电。如果铝空气电池被广泛采用，这样的回收将是必不可少的。
铝动力汽车已经被讨论了几十年。混合电池技术减低了成本，并且混合的铝空气/铅酸电池的电动车辆于1989年有公路试验的报道。于1990年在安大略省，铝动力的插电式混合动力面包车被演示。
在2013年3月，Phinergy公司发布了电动车的视频演示，使用采用了特殊阴极和氢氧化钾的铝空气电池驱动电动车330公里。在2013年5月27日，以色列10频道晚间新闻播出显示出一辆汽车带有Phinergy电池在后面，而“加注燃料”是用“纯”饮用水，声称在需要更换铝阳极之前，可以有2,000（1,200英里）的里程范围。
而鋰空氣電池由活性比鋁更大的鋰製造，並且可以充電，不需要更換陽極。

## 参阅
- 锌空气电池
- 鋰空氣電池